# 東華三院伍若瑜夫人紀念中學

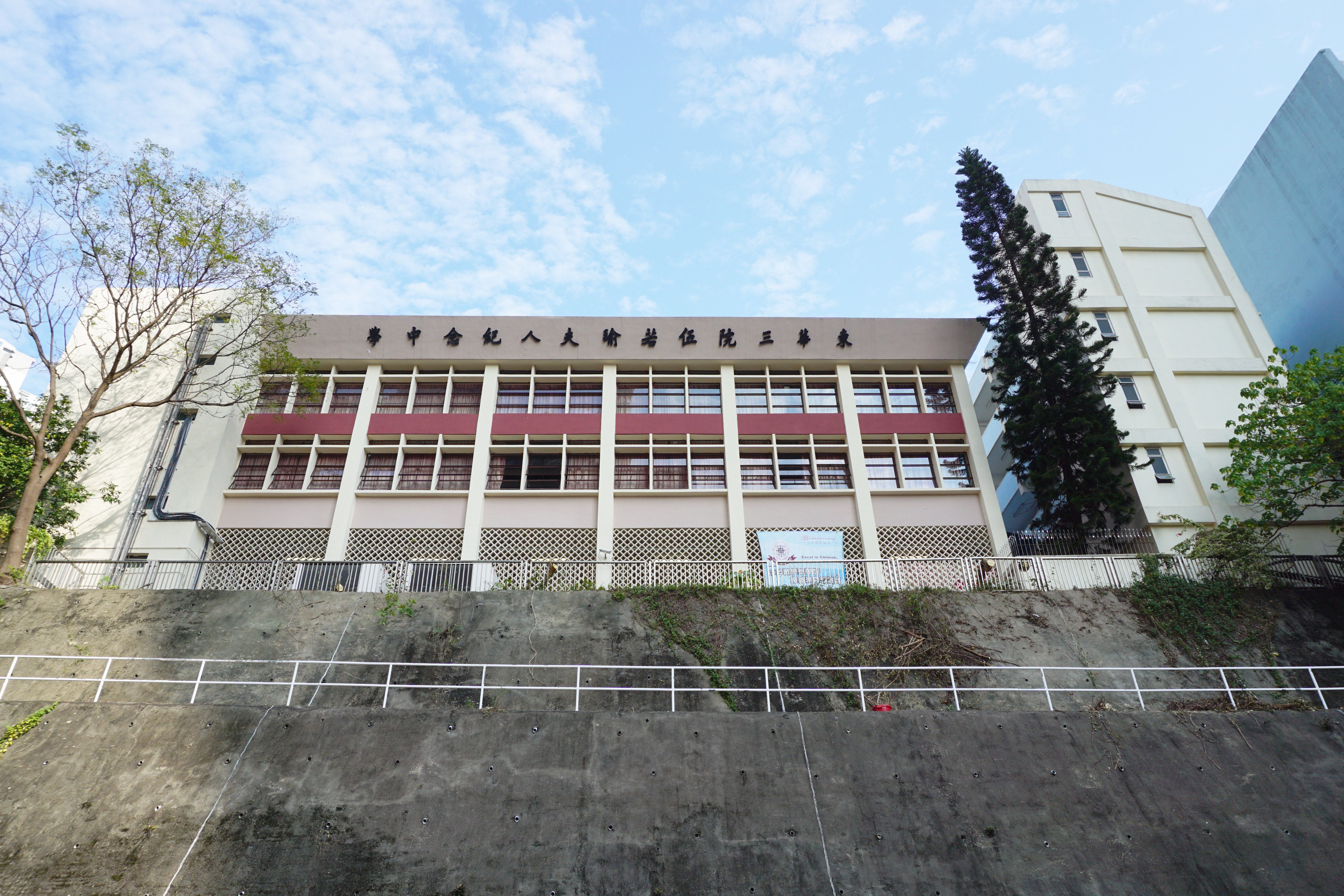
校舍西面

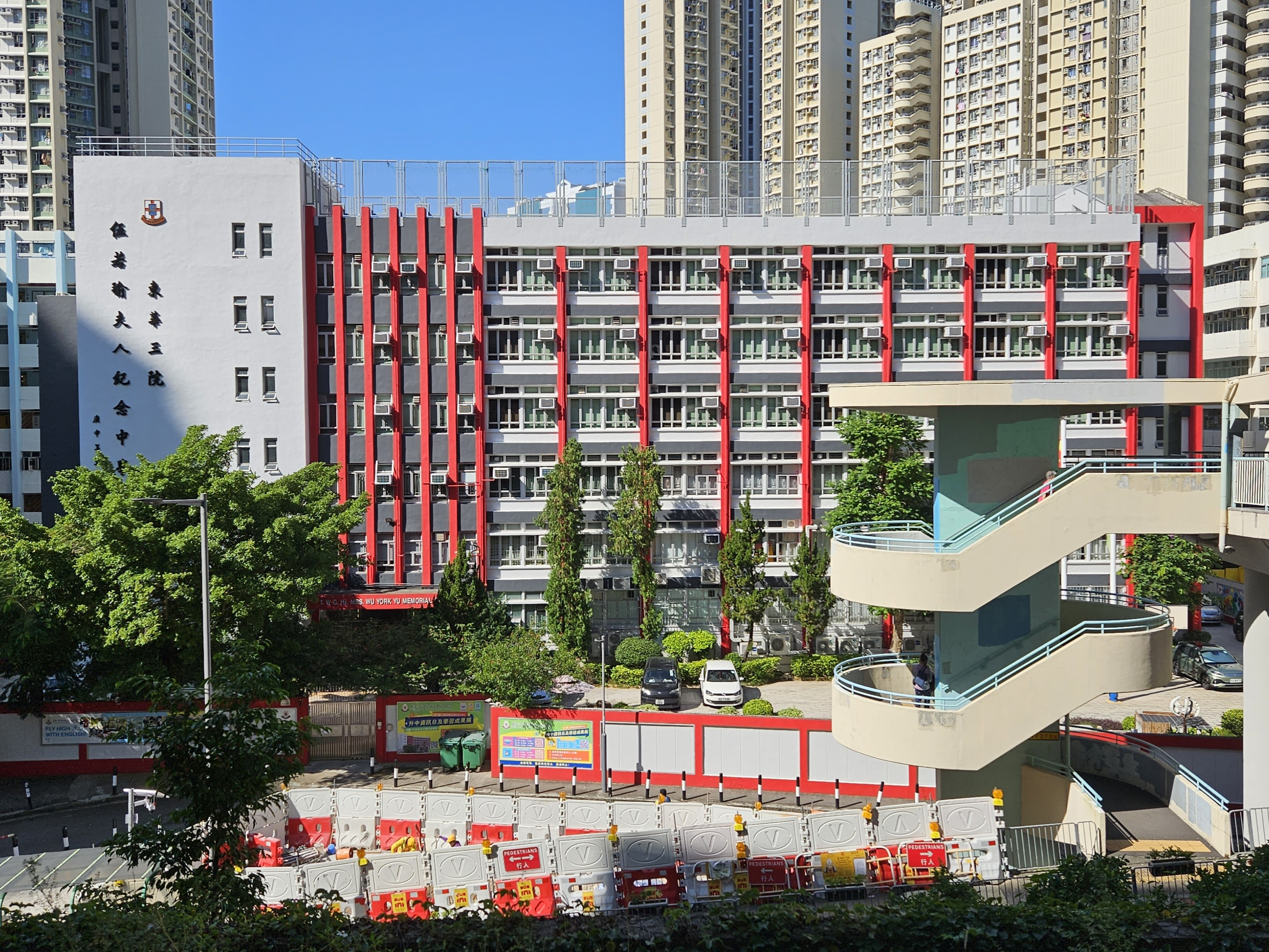
校舍東面（2023年11月）

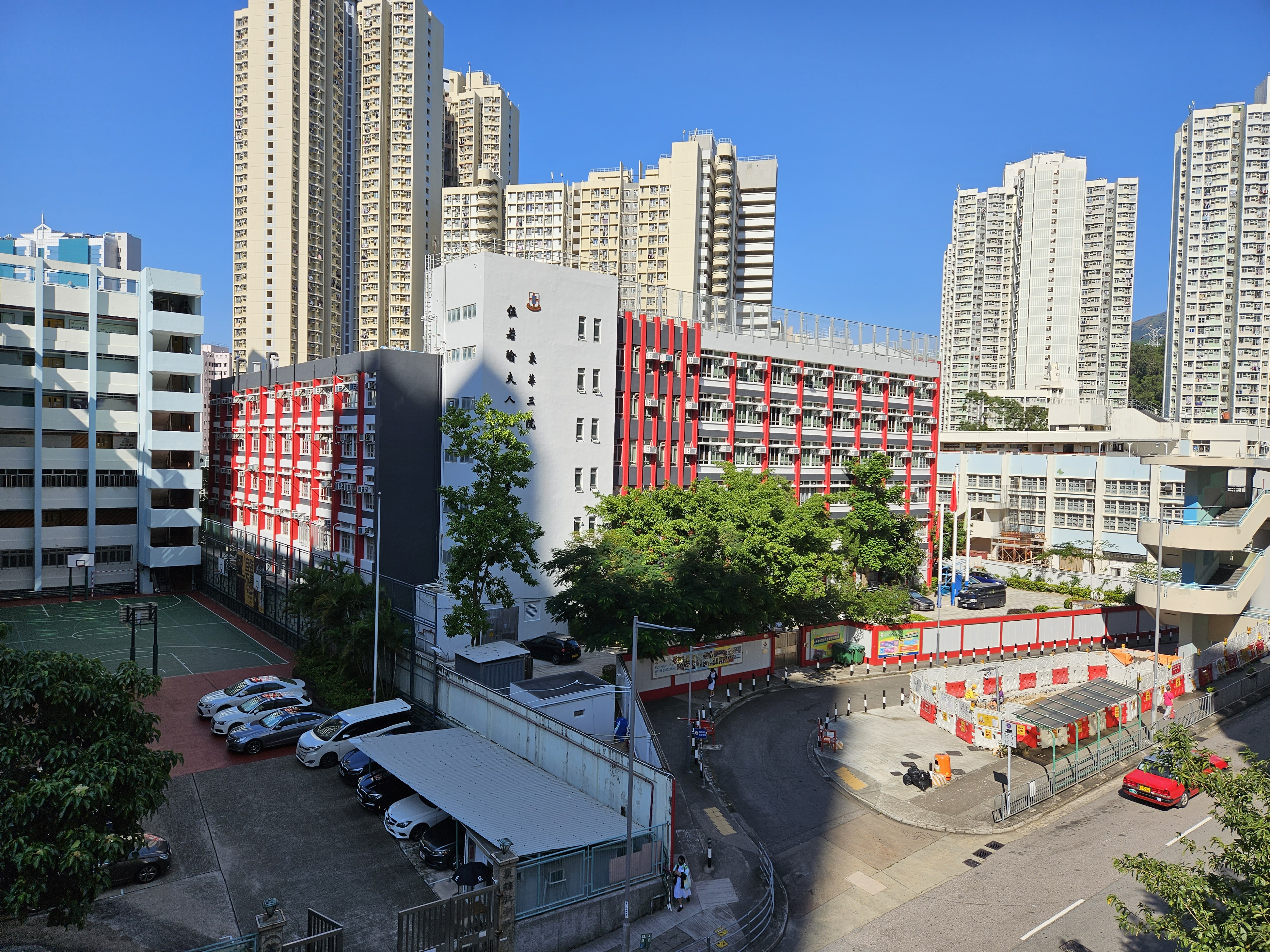
校舍（2023年11月）

東華三院伍若瑜夫人紀念中學（英語：TWGHs Mrs Wu York Yu Memorial College）是香港一所由東華三院開辦的第六間津貼中學，位於葵涌安捷街。現任校長為黃海卓先生。

## 簡介
東華三院伍若瑜夫人紀念中學是一所由政府資助的文法中學，以「勤、儉、忠、信」為校訓。此校為東華三院第六間計劃開辦的中學，於1973年獲永隆銀行家族伍宜孫、伍絜宜昆仲捐款80萬港元贊助而冠名，原訂為同系四所擬開辦工業中學之一，至1977年如期開辦時改為文法中學。
東華三院伍若瑜夫人紀念中學秉承東華三院的辦學精神，實施「全人教育」，讓學生發揮潛能；並以校訓「勤、儉、忠、信」為進德修業的依歸，勉勵學生拓展豐盛而有意義的人生。
該校大部份班級採用英語為教學語言。在中一推行彈性班，以中文教授數學，以英語教授綜合科學、歷史、地理等科目。中二開始，除中文，中國歷史，生活與社會科外，其他科目均以英語授課。

## 語文政策
東華三院伍若瑜夫人紀念中學致力提高學生的英語能力，學生在公開試的英文科成績遠高於全香港水平。
學生在香港中學文憑考試有優異的表現。2014年英文科及中文科的合格率（2級或以上）分別是97.2%和98.6%，優良率（4級或以上）分別是26.6%和43.4%，高中視乎個別學科的需要和學生的能力，以中文或英文授課，幫助學生在香港中學文憑考試爭取好成績。
東華三院伍若瑜夫人紀念中學於初中以英語教授綜合人文科（包括地理及世界歷史）和綜合科學科（包括生物、化學及物理學），藉以幫助學生銜接高中課程。在跨科學習英語方面,東華三院伍若瑜夫人紀念中學亦有良好表現，並獲教育局邀請向全港中學分享經驗。

## 學習和教學策略
初中著重中、英、數和活動參與，加強兩文三語學習，為同學打好基礎。此外，學校亦鼓勵各老師互相觀課和專業發展，以加強教學效能。
東華三院伍若瑜夫人紀念中學為學生提供多元化的課程，藉以擴闊學生的知識面。此外，學校亦在初中大力推行跨學科專題研習，藉以培養學生的共通能力。中、英文科設有廣泛閱讀計劃；家長教師會與圖館合辦親子閱讀獎勵計劃，藉以推廣閱讀風氣。圖書館配合各科組的活動，推動學生多閱讀和提升他們的閱讀技巧。

## 校本課程
1. 選修科目：3X。 資訊及通訊科技、中史、地理、歷史、企業會計及財務概論、旅遊與款待、物理、化學、生物、經濟、組合科學；學生並不能自由配搭選修科目修讀，校方會設定特定的選擇組合。
2. 課程重點：中一至中三設人文學科專題研習及科學科專題研習。

## 學生支援

### 全校參與照顧學生個別差異
東華三院伍若瑜夫人紀念中學有特殊需要的學生不多。除輔導組老師及社工外提供支援外，東華三院的教育心理學家亦可幫學生、家長及教師，為他們提供評估及適切的支援和服務，幫助學生健康成長。

### 測考及學習調適措施
於初中，人文學科及科學科會互相配合，作課程調適，以減少課程重疊和加強學習效能。每年有測驗和考試各兩次，各科有不定期的測驗。

### 學費減免計劃
學費減免計劃不適用於東華三院伍若瑜夫人紀念中學。

## 家校合作及校風

### 家校合作
東華三院伍若瑜夫人紀念中學的家長積極配合學校行政，使學生能安心學習。

### 校風
東華三院伍若瑜夫人紀念中學校風良好。學校秉承東華三院「全人教育」、「發展學生潛能」的教學精神，協助同學健康成長，培養同學的良好品格，並提高同學的自信心及自尊感，加強在學校的關愛文化。
學校為學生提供各項成長支援的組別有訓導組、輔導組、德育組、升學擇業輔導組及課外活動組。各組經常合作進行全校活動，例如中一迎新、「大哥哥/大姐姐」計劃、全民義工計劃、領袖訓練等；各組亦會因應不同年級學生的需要，安排特定活動。
學校會盡量提供活動資助給予有需要的同學，鼓勵同學多參與課外活動，豐富他們的學習經歷，透過多元化的學習體驗，提升同學的自信心和自尊感。另外，本校成功申請優質教育基金，推行「正向工程」中學生正向心理教育計劃，協助學生建立積極的價值觀及人生目標。學校根據校本情況，有策略地為學生提供發展性、預防性及補救性的輔導計劃和活動；學校i亦會主動與學生及家長聯絡和溝通，盡量給予學生多點關懷和照顧，發揮家校合作的精神。

## 未來發展

### 學校發展計劃
優化各級課程設計和整體規劃，以提升學與教的效能，另增強學生語文方面的能力尤其是英語能力，並建立良好的學校形象。

### 教師發展及培訓
學校自2004/05學年已參加了由香港中文大學，香港教育研究所推展的「優質學校改進計劃」，透過一系列的校本工作坊和研討會，與教師探究有效教學手法。所有教師均有參加由教育局、教育學院及其他團體主辦的研討會、講座和訓練課程，以適應時代的轉變和需要。各科需以英語授課的教師均已接受相關的專業英語培訓。

## 課外活動及聯課活動
學校以班會、學會、四社及學生會等各個層面作開展。四十多個學會分為社會服務、德育及公民教育、與工作有關的經驗、藝術發展和體育發展五大類別。校內主要大型活動皆由學生會籌劃及安排，藉以培訓學生的策劃及領導才能。

## 學校設施
多媒體教學中心、電腦教學中心、英文學習中心、表演室、鼓房、健身室、學生活動中心、升降機和傷健人士專用洗手間等。全校課室、特別室及禮堂俱有空調設備。

## 主要教職員
- 校長：黃海卓先生
- 副校長：梁繼榮先生、伍賢佩女士、郭玉杏女士

## 著名/傑出校友
- 謝婉雯，MBG：屯門醫院內科醫生，2003年時因救治沙士病人而殉職。
- 陳敏儀：前香港女子長跑代表隊及長跑紀錄保持者
- 王志安：香港流行音樂組合EO2成員。
- 殷莉：1998年香港小姐友誼小姐，前亞視新聞頻道主播。
- 羅意庭：香港著名籃球員，2010-15年曾効力中國 CBA 福建潯興及江蘇南鋼兩隊球隊。現效力本地甲一勁旅南華籃球隊。
- 伍富橋：香港男歌手[2]
- 郭穎兒：香港女演員、模特兒[註 2]
- 龍文康：香港著名編劇、第36屆香港電影金像獎最佳編劇、第53屆台灣金馬獎最佳原著劇本及第25屆香港舞台劇獎最佳劇本得主[3]
- 施樂秋：前有線新聞記者
- 胡諾言（1990年中一）：香港男藝人
- 程小雅：香港女子競走運動員，2021年參與2020年夏季奧林匹克運動會

## 著名事件

### 學生會大選委員會宣傳短片
2015年9月16日，學生會大選委員會於其Facebook專頁上載2015-2016學生會大選宣傳片，引來香港傳媒報道。

## 鄰近交通工具

### 巴士
235、235M、35A、31、935、35X、N237

### 小巴
83A、86、401、86M、403A

## 外部連結
- 東華三院 （页面存档备份，存于）
- 東華三院伍若瑜夫人紀念中學 （页面存档备份，存于）
- 中學概覽 - 東華三院伍若瑜夫人紀念中學 （页面存档备份，存于）